# Премія Ради Міністрів СРСР

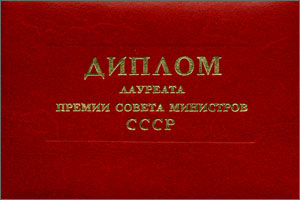
Диплом лауреата премії Ради Міністрів СРСР

Пре́мія Ра́ди Міні́стрів СРСР — поряд з  Ленінською і  Державною преміями, одна з найважливіших  премій  Радянського Союзу . Засновано 28 травня 1969 року постановою ЦК КПРС і  Ради Міністрів СРСР і присуджувалася за видатні досягнення в області розвитку  народного господарства і  науки, зокрема — за розробку і впровадження нових технологічних рішень, що мають важливе значення для розвитку  промисловості,  енергетики і  сільського господарства .

## Історія
Премія присуджувалася Радою Міністрів СРСР за поданням відповідних міністерств і відомств:
- За поданням Державного комітету з науки і техніки СРСР (ДКНТ) і ВЦРПС — за виконання комплексних наукових досліджень, проектно-конструкторських і технологічних робіт по найважливіших напрямках розвитку народного господарства та його галузей і за впровадження результатів цих досліджень і робіт (в тому числі за виконання науково-технічних програм) — 50 премій у таких розмірах: 5 премій — від 30 до 50 тис. крб., 20 премій — від 15 до 20 тис. крб. і 25 премій — від 3 до 12 тис. крб.[1];
- За поданням ДКНТ, ВЦРПС і Держбуду СРСР — за розробку найбільш видатних проектів і будівництво за цими проектами підприємств, будівель і споруд — 60 премій, в тому числі 15 премій по 20 тис. крб., 20 премій по 10 тис. крб. і 25 премій по 5 тис. крб.[2];
- За поданням ДКНТ, ВЦРПС, Міністерства сільського господарства СРСР, Міністерства меліорації і водного господарства СРСР і Держкомсільгосптехніки СРСР — за розробку та впровадження у виробництво результатів найбільш великих науково-технічних досліджень і відкриттів, що мають важливе значення для розвитку сільського господарства (10 премій, в тому числі дві перші премії по 20 тис. крб., три другі премії по 10 тис. крб., п'ять третіх премій по 5 тис. крб.[3]).

Присудження премій проводилося щорічно, починаючи з 1971 року. Спочатку присуджувалися лише «будівельні» премії, в 1976 році були введені «сільськогосподарські» премії, а в 1979 — премії для працівників виробничих галузей.
Нагородження включало вручення диплома, нагрудного знака «Лауреат премії Ради Міністрів СРСР», а також грошових виплат колективам, удостоєним цієї премії.
Вручення премії спочатку приурочувалось до Дня будівельника (12 серпня), а з 1981 року — до Дня радянської науки (3-тя неділя квітня).